# Alexia của Hy Lạp và Đan Mạch
Vương nữ Alexia của Hy Lạp và Đan Mạch (tiếng Hy Lạp: Πριγκίπισσα Αλεξία της Ελλάδας και Δανίας; sinh ngày 10 tháng 7 năm 1965) là con gái cả của cựu vương Konstantinos II của Hy Lạp và cựu Vương hậu Anne-Marie của Hy Lạp (con gái út của Vua Frederik IX của Đan Mạch và Hoàng hậu Ingrid của Thụy Điển).

## Thời trẻ
Công chúa Alexia được sinh ra tại Mon Repos, Corfu, quần đảo Ionia, Hy Lạp, cùng nhà với Vương phu Philippos, Công tước xứ Edinburgh. Giữa ngày sinh của chính mình và ngày sinh của em trai Pavlos vào ngày 20 tháng 5 năm 1967, bà được coi là người thừa kế ngai vàng của Hy Lạp, khi mà chế độ quân chủ còn tồn tại, do thứ tự kế vị ngai vàng của Hy Lạp được xác định bởi quyền ưu tiên nam giới, tương tự như luật kế vị của Tây Ban Nha, chứ không phải luật Salic. Alexia xếp thứ 2 sau em trai Pavlos trong hàng kế vị.
Công chúa Alexia lớn lên trong cuộc sống lưu vong và lớn lên ở giữa Roma và Luân Đôn. Trước khi theo học tại Đại học Hellenic của Luân Đôn, bà đã theo học trường Miss Surtee’s School dành cho nam và nữ ở Roma. Sau trường Đại học Hellenic, bà theo học Cao đẳng Froebel của Viện Roehampton, một phân hiệu của Đại học Surrey, vào năm 1985 và lấy bằng Cử nhân Lịch sử và Giáo dục vào năm 1988. Năm 1989, bà đạt được chứng chỉ giáo dục sau đại học và trở thành một giáo viên tiểu học ở khu vực nội thành Southwark ở Luân Đôn từ năm 1989 đến năm 1992 trước khi chuyển đến Barcelona, nơi bà trở thành giáo viên dạy trẻ khuyết tật phát triển.

## Hôn nhân và con cái
Ngày 9 tháng 7 năm 1999, Công chúa Alexia kết hôn với Carlos Javier Morales Quintana, một kiến trúc sư và là nhà vô địch du thuyền, tại Nhà thờ St Sophia, Luân Đôn, Vương quốc Anh. Cô dâu mặc váy của nhà thiết kế người Áo Inge Sprawson. Những người tham dự đám cưới bao gồm chị gái bà Công chúa Theodora, cháu gái bà Công chúa Maria-Olympia, và Công chúa Mafalda, con gái của Kyril, Hoàng tử của Preslav (con trai của cựu Quốc vương Simeon của Bulgaria). Công chúa Alexia và Carlos Morales có với nhau bốn người con:
- Arrietta Morales y de Grecia, sinh ngày 24 tháng 2 năm 2002 tại Barcelona, Tây Ban Nha.
- Ana María Morales y de Grecia, sinh 15 tháng 5 năm 2003 tại Barcelona, Tây Ban Nha
- Carlos Morales y de Grecia, sinh ngày 30 tháng 7 năm 2005 tại Barcelona, Tây Ban Nha.
- Amelia Morales y de Grecia, sinh ngày 26 Tháng 10 năm 2007 tại Tây Ban Nha.

Alexia là mẹ đỡ đầu cho Công chúa Maria-Olympia của Hy Lạp, Pablo Nicolas Urdangarin y de Borbon, Bá tước Ingrid von Pfeil und Klein-Ellguth, Công chúa Isabella của Đan Mạch và Emma Tallulah Behn.
Alexia cùng gia đình sống ở quê hương của chồng tại bến thuyền Puerto Calero, Yaiza, Lanzarote, quần đảo Canary trong một ngôi nhà được thiết kế bởi chồng bà.

## Tước hiệu
- 10 tháng 7 năm 1965 - 20 tháng 5 năm 1967: Công chúa của Hy Lạp, Công chúa của Đan Mạch.
- 20 tháng 5 năm 1967 - 9 tháng 7 năm 1999: Công chúa Alexia của Hy Lạp và Đan Mạch.
- 9 tháng 7 năm 1999 - nay: Công chúa Alexia của Hy Lạp và Đan Mạch, quý bà Morales.